# Sheryl Rubio
Sheryl Dayana Rubio Rojas  (n. 28 decembrie 1992) de asemenea cunoscută ca și Sheryl Rubio, este o actriță, model, cântăreață, compozitoare și dansatoare venezuelană care a câștigat popularitate internațională pentru rolul său de debut ca Somos tú y yo în serial original Boomerang.

## Viața și cariera

### Copilăria și începuturile carierei
Sheryl Rubio sa născut în Caracas, Venezuela. Părinții ei sunt Oscar Rubio și Damaris Rojas, ea a avut o sora mai mare, Damaris Belmonte, care a fost ucis în 1997 de către iubitul ei, actrița avea 5 ani când sa întâmplat acest lucru și a mărturisit că a fost o lovitură dură pentru ea și mama ei , această experiență a dus la participarea la diferite UN Women împotriva violenței de gen și a drepturilor femeilor. Rubio a studiat la Colegio San Jose de Tarbes din Caracas, a declarat că, atunci când a frecventat școala, nu a fost foarte populară și a fost chiar agresată. La vârsta de șapte ani, ea a început să se simtă interesată să devină actriță și și-a început cariera în roluri mici în televiziune.
În 1999, Rubio a început să urmeze o carieră actorică. A început să lucreze și să apară într-o serie de reclame înainte de a trece la televiziune. Rubio a debutat în telenovela, Amantes de Luna Llena în 2000, când avea 8 ani, unde a jucat Angela Rigores. 
În 2001, ea a interpretat-o pe Micaela Benavides în telenovela La Soberana.  În 2002, Rubio și-a desfășurat primul rol principal în televiziune, în rolul Renata Antoni Diaz în La niña de mis ojos.

### 2007–2014:Somos tú y yo
În 2005, la vârsta de 11 ani a început să lucreze la emisiunea TV Atómico. În 2006, au început piesele de turnătorie pentru Somos tú y yo. Principala preocupare a directorilor de casting a fost găsirea protagonistului drept al seriei, actrița a apărut la casting, iar producătorii au fost impresionați de încrederea pe care o avea tânără în ea, actrița a fost aleasă ca protagonistul serialului, în cazul în care caracterul lui Sheryl Sanchez. Seria a fost o coproducție între Boomerang și Venevisión, seria a fost difuzată în America Latină, Europa, Orientul Mijlociu și Asia. Seria a fost premiată pentru prima dată pe 27 iunie 2007 în Venezuela de Venevisión. Seria a avut premiera pe 15 ianuarie 2008 de către Boomerang în America Latină și Europa. Seria sa încheiat la 15 decembrie 2008, iar ultimul său episod a avut o audiență de aproximativ 9,8 milioane. În 2008, distribuția a făcut turnee cu Venezuela, interpretând melodii din serie, iar când spectacolul sa încheiat în 2009, a fost lansat un album de compilație cu zece melodii din serie, intitulat Somos tú y yo, un nuevo día.
În ianuarie 2009, Rubio a jucat în al treilea sezon intitulat Somos tú y yo, un nuevo día, unde a jucat personajele lui Sheryl Sanchez și Candy. Seria sa bazat pe filmul american Grease. Seria a avut premiera pe 17 august 2009 de Boomerang.
În ianuarie 2010, a reluat rolul său ca Sheryl Sanchez în serie, NPS: No puede ser. Seria este al doilea spin-off al lui Somos tú y yo și marchează închiderea seriei. Seria a avut premiera pentru prima dată pe 25 iulie 2010 în Venezuela pentru Venevisión și pe 8 noiembrie 2010 pentru Boomerang. In acelasi an, ea a interpretat Sofia Carlota in telenovela de debut La viuda joven, scrisa de Martin Hahn. Telenovela sa bazat pe spaniolă Carmen Cervera. 
În 2011, ea a interpretat Stefany Miller în telenovela Mi ex me tiene ganas, scrisă de Martin Hahn și produsă de Sandra Rioboó. Telenovela a avut premiera pe 16 mai 2012 de Venevisión și sa încheiat la 5 decembrie 2012. Rubio a primit o recepție pozitivă asupra caracterului mass-media din America Latină. Acest personaj marchează creșterea ei acționând într-un caracter mai matur. În același an, Rubio a fost numit judecător la concursul de frumusețe Miss Teen Aruba International 2012.
În 2012, ea a oferit vocale pe piesa "Quiero que vuelvas" cu Lasso. În 2013, Rubio a realizat o pereche de spectacole live în Caracas și Maracaibo, livrând un monolog scris de Amaris Páez intitulat "Confesiunea lui Sheryl".
În ianuarie 2014, ea participă la telenovela Corazón Esmeralda. Personajul lui Rubio este cântăreț-compozitor, iar ea interpretează o serie de melodii în serie. Telenovela a avut premiera la 3 martie 2014 de către Venevisión. În același an, Rubio a colaborat cu compania de îmbrăcăminte Melao pe o linie de haine care urma să fie vândută în toată Venezuela.
În august 2014, Rubio a prezentat-o pe Sheryl Rubio în colaborare cu Melao, pe care au dezvăluit-o în octombrie 2014 la Centro Sambil din Caracas, Venezuela.

### 2015-prezent: The House of Flowers, și noi proiecte
În 2015, ea a interpretat-o pe Angela Mendori într-un episod din serialul Escandalos, bazat pe răpirile lui Ariel Castro, care au avut loc în Statele Unite între 2002 și 2004. În august 2015, a jucat rolul lui Malibu în seria de televiziune Los Hijos de Don Juan.
În august 2016, ea a jucat în campania de încărcare a proiectului cu StandWithUs și organizația non-profit israeliană, împreună cu Candelaria Molfese, pentru care actrița ca și în orașele Tel Aviv și Ierusalim pentru câteva zile, proiectul urmărește promovarea turismului în Israel, pentru care actrita a călătorit și a avut câteva zile în Tel Aviv și Ierusalim.
În noiembrie 2016, Netflix și Telemundo au anunțat că Rubio va juca în noua lor serie Guerra de ídolos, programată să înceapă în 2017.
În 2018, ea a jucat în seria originală Netflix, The House of Flowers.

## Filmografie
| An      | Titlu                       | Rol                              | Note                                             |
| ------- | --------------------------- | -------------------------------- | ------------------------------------------------ |
| 2000-01 | Amantes de Luna Llena       | Angela Mendori                   | Debutul în televiziune                           |
| 2001    | La soberana                 | Ana                              | 1 Episode                                        |
| 2001-02 | La niña de mis ojos         | Renata Antoni Díaz               |                                                  |
| 2007-08 | Somos tú y yo               | Sheryl Sánchez                   | Rol principal; serial original Boomerang         |
| 2009    | Somos tú y yo, un nuevo día | Sheryl Sanchez                   | Rol principal; serial original Boomerang         |
| 2010    | NPS: No puede ser           | Sheryl Sanchez                   | Rol principal; serial original Boomerang         |
| 2010    | La viuda joven              | Sofía Carlota Calderón Humboldt  | Rol co-principal                                 |
| 2012    | Mi ex me tiene ganas        | Stefanny Miller Holt             | Rol co-principal                                 |
| 2014    | Corazón Esmeralda           | Rocio del Alba Salvatierra López | Rol co-principal                                 |
| 2015    | Escándalos                  | Angela Mendori                   | Episod: "Adiós a las niñas"                      |
| 2015    | Los hijos de Don Juan       |                                  | Sezon 2                                          |
| 2017    | Guerra de ídolos            | Julia Matamoros                  | Rol principal; serial original Telemundo/Netflix |
| 2018    | Chica Casting               | Coach                            |                                                  |
| 2018    | The House of Flowers        | Lucía Dávila                     | Rol principal; serial original Netflix           |